# Only the Brave (film, 1994)
Pour les articles homonymes, voir Only the Brave.
Pour plus de détails, voir Fiche technique et Distribution.
Only the Brave (littéralement : Seuls les Braves) est un film australien co-écrit et réalisé par Ana Kokkinos, sorti en 1994. Le slogan du film est « The roiling surging passions of the leesbian heart! » (Les passions tumultueuses du cœur des lesbiennes !).

## Synopsis
Alex (Elena Mandalis) est en couple avec sa meilleure amie, Vicki (Dora Kaskanis).

## Fiche technique
- Titre original : Only the Brave
- Réalisation : Ana Kokkinos
- Scénario : Ana Kokkinos, Mira Robertson
- Musique originale : Philip Brophy
- Montage : Mark Atkin
- Producteur : Fiona Eagger
- Société de production : Pickpocket Productions
- Pays de production :  Australie
- Langue : anglais
- Genre : Drame, romance saphique
- Durée : 59 minutes
- Dates de sortie : 
  - États-Unis : 31 août 1994
  - Canada : 11 septembre 1994 au Festival international du film de Toronto
  - Australie : 17 février 1995
  - Royaume-Uni : 23 juin 1995
  - France : 8 janvier 1997

## Distribution
- Elena Mandalis : Alex
- Dora Kaskanis : Vicki
- Maude Davey : Kate
- Helen Athanasiadis : Maria
- Tina Zerella : Sylvie
- Bobby Bright : Rog (crédité comme Bob Bright)
- Mary Sifarenos : Athena
- Peta Brady (en) : Tammy
- George Harlem : Mr. Stefanou
- Eugenia Fragos : Mrs. Stefanou
- Nick Lathouris : Laslo
- John Brumpton (en) : Paul
- Robert Price : Bong
- Karen Hadfield : la poète
- Don Bridges : Skeet